# Kevin Vázquez Comesaña
Kevin Vázquez Comesaña   (Nigrán, 23 de març de 1993) conegut simplement com a Kevin, és un futbolista professional gallec que juga com a lateral dret a l'Sporting de Gijón.

## Carrera
Nascut a Nigrán, Pontevedra, Galícia, Kevin es va incorporar a la formació juvenil del Celta de Vigo el 2009. El 14 de febrer de l'any següent, va debutar amb el filial amb només setze anys, entrant com a substitut tardà d'Álex López en una derrota a Segona Divisió B per 3-2 contra la SD Eibar.
Kevin va ascendir definitivament a l'equip B al principi de la campanya 2012-13 ara a Tercera Divisió, i va contribuir amb 14 aparicions, mentre el seu equip va aconseguir l'ascens immediat a la tercera divisió. El 28 de juny de 2016, ara ja titular indiscutible, va renovar el contracte fins al 2018.
Kevin va marcar el seu primer gol com a sènior el 5 de febrer de 2017, marcant el segon en un gol de 4-0 fora del Pontevedra CF. El juliol de l'any següent, va ascendir definitivament a la primera plantilla a la primera divisió, i va ampliar el seu contracte fins al 2023.
Kevin va fer el seu debut com a professional el 2 d'octubre de 2018, començant com a titular en un empat a casa 1-1 contra la Reial Societat, per a la Copa del Rei de la temporada.